# 稲垣達郎
稲垣 達郎（いながき たつろう、1901年（明治34年）10月21日 - 1986年（昭和61年）8月13日）は、日本の日本近代文学研究者。

## 来歴
福井県敦賀市生まれ。早稲田大学文学部卒。早稲田高等学院の教師をしながら、1929年、雑誌『演劇』を創刊、日本プロレタリア演劇同盟調査部で劇評を書くが、全日本無産者芸術団体協議会解散後、近代文学研究に移り、森鷗外、白樺派、プロレタリア文学などを研究、1935年に結成された早稲田大学演劇研究会の中心となる。戦中から戦後にかけて『早稲田文学』に論文を執筆、実証的な手法で文学史家としての評価を固めた。
1949年、早稲田大学文学部教授。日本近代文学館の設立に参加、常務理事を務める。1972年、早稲田大学を定年退職、名誉教授。大東文化大学教授、大東文化大学大学院特任教授を経て、逝去まで同大学院講師。1983年、『稲垣達郎学芸文集』で読売文学賞を受賞。
妻は児童文学者の稲垣昌子（1907-1981）

## 著書

### 単著
- 『稲垣達郎評論集 作家の肖像』大観堂、1941年5月。
- 『夏目漱石』福村書店、1952年5月。
  - 『夏目漱石』福村出版、1965年6月。
- 『近代日本文学の風貌』未来社、1957年9月。
- 『社会主義文学』岩波書店〈岩波講座日本文学史 第13巻〉、1959年2月。
- 『角鹿の蟹』稲垣達郎、1972年1月。
  - 『角鹿の蟹』筑摩書房、1980年10月。
  - 『角鹿の蟹』講談社〈講談社文芸文庫〉、1996年8月。
- 『稲垣達郎学芸文集 一』筑摩書房、1982年1月。
- 『稲垣達郎学芸文集 二』筑摩書房、1982年4月。
- 『稲垣達郎学芸文集 三』筑摩書房、1982年7月。
- 『松前の風』講談社、1988年9月。
- 『森鴎外の歴史小説』岩波書店、1989年4月。

### 編著
- 『日本の小説 1』東京大学出版会〈日本文学講座 4〉、1954年12月。
- 『日本の小説 2』東京大学出版会〈日本文学講座 5〉、1955年2月。
- 『森鴎外』角川書店〈近代文学鑑賞講座 4〉、1960年1月。
- 『齋藤緑雨集』筑摩書房〈明治文学全集 28〉、1966年2月。
- 下村冨士男共 編『人間賛歌』角川書店〈日本文学の歴史 11〉、1968年3月。
- 吉田精一共 編『現代の旗手たち』角川書店〈日本文学の歴史 12〉、1968年4月。
- 『森鴎外必携』学燈社〈日本文学必携シリーズ〉、1968年2月。
- 『坪内逍遥集』筑摩書房〈明治文学全集 16〉、1969年2月。
- 紅野敏郎共 編『大正期Ⅰ』角川書店〈近代文学評論大系 4〉、1971年12月。
- 佐藤勝共 編『明治期Ⅱ』角川書店〈近代文学評論大系 2〉、1972年6月。
- 『金子筑水・田中王堂・片山孤村・中沢臨川・魚住折蘆集』筑摩書房〈明治文学全集 50〉、1974年10月。
- 岡保生共 編『座談会 坪内逍遥研究』近代文化研究所、1976年10月。
- 『明治歴史文学集（一）』筑摩書房〈明治文学全集 89〉、1976年1月。
- 『内田魯庵集』筑摩書房〈明治文学全集 24〉、1978年3月。
- 岡保生共 編『座談会 島村抱月研究』近代文化研究所、1980年7月。
- 『内根岸派文学集』筑摩書房〈明治文学全集 26〉、1981年4月。